# 9560 Anguita
9560 Anguita eller 1987 EQ är en asteroid i huvudbältet som upptäcktes den 3 mars 1987 av den amerikanske astronomen Edward L.G. Bowell vid Anderson Mesa Station. Den är uppkallad efter Claudio Anguita Cáceres.
Asteroiden har en diameter på ungefär 4 kilometer.